# تاریخ نسخه‌پردازی و تصحیح انتقادی نسخه‌های خطی
تاریخ نسخه‌پردازی و تصحیح انتقادی نسخه‌های خطی کتابی از نجیب مایل هروی است. این اثر از منابع برجستهٔ نسخه‌پژوهی به شمار می‌رود.

## جوایز
نجیب مایل هروی برای نگارش این کتاب برگزیدهٔ اولین دورهٔ جشنواره فارابی شد.

## نقد
محمدجواد احمدی‌نیا در مقاله‌ای به نقد مفصل این کتاب پرداخته‌است.